# Francesco Sorbara
Francesco Sorbara, né le 28 février 1972 à Prince Rupert en Colombie-Britannique, est un analyste financier et homme politique canadien. Il représente la circonscription de Vaughan—Woodbridge à la Chambre des communes du Canada depuis 2015 sous la bannière du Parti libéral du Canada.